# Lampenputzergräser

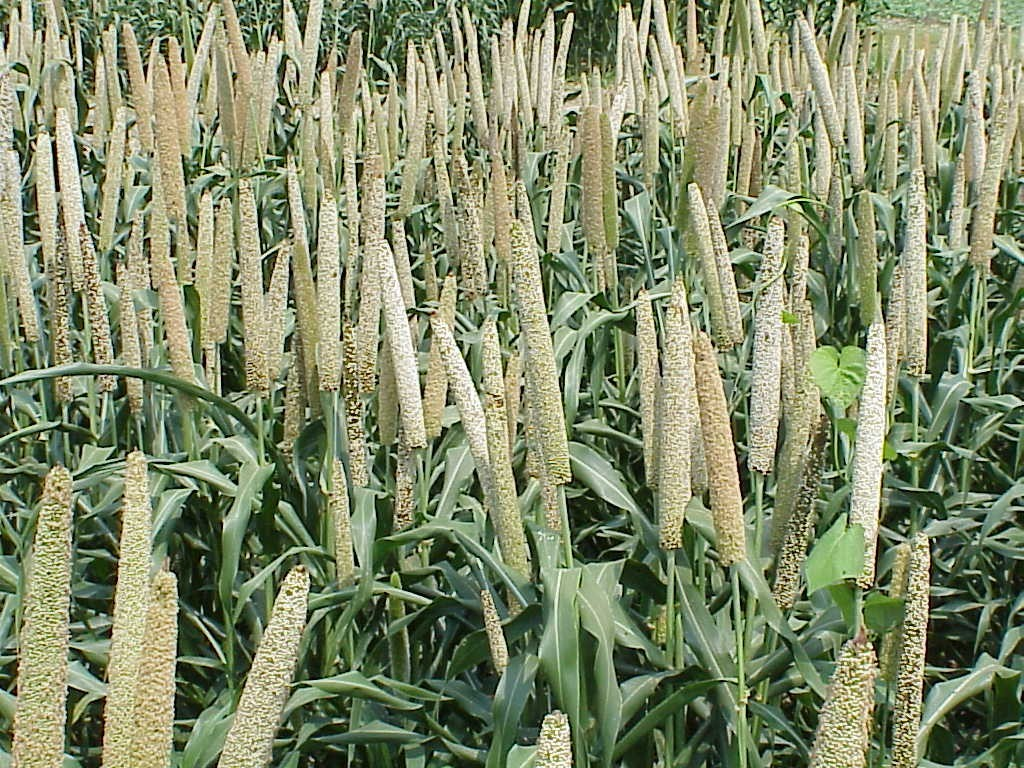
Pennisetum glaucum

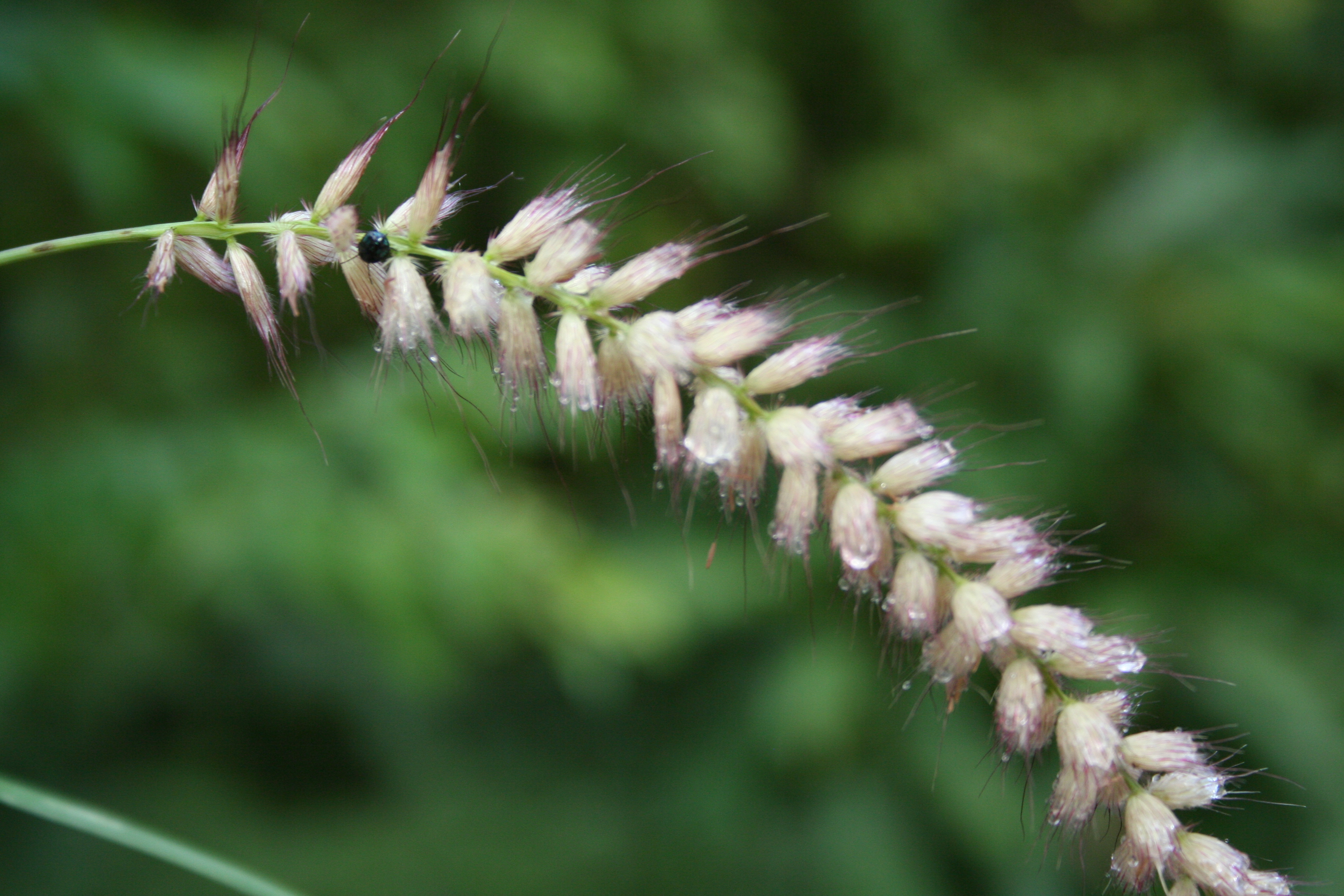
Pennisetum pedicellatum, Blütenstand

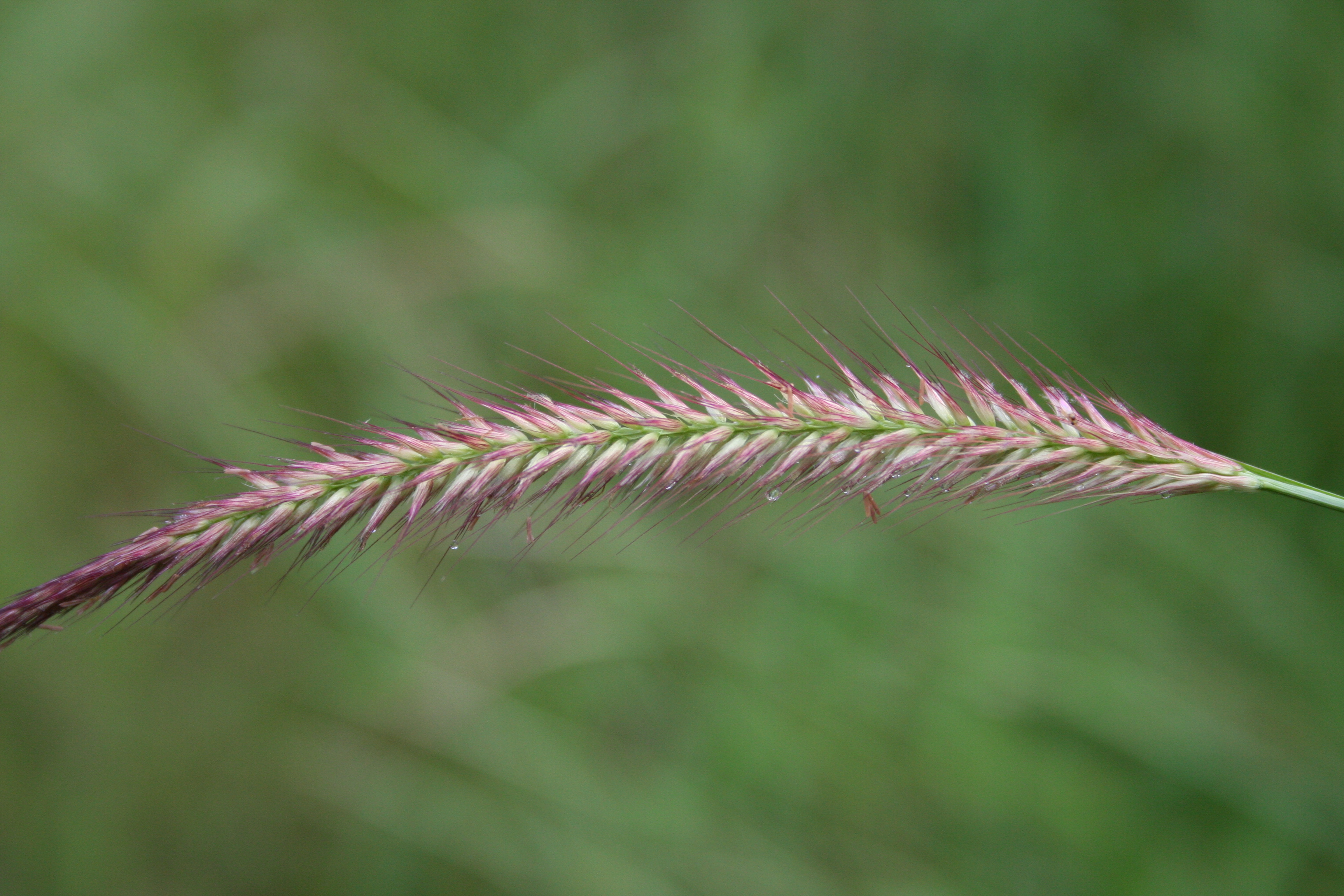
Pennisetum polystachion, Blütenstand

Die Lampenputzergräser (Pennisetum), auch „Federborstengräser“ genannt, sind eine Gattung von Süßgräsern mit etwa 80 Arten, die hauptsächlich in tropischen Regionen verbreitet sind. Einige Arten werden als Nahrungspflanzen verwendet und zählen zu den Hirsen, viele andere finden Verwendung als Ziergräser.
Als Ziergräser werden diese Pflanzenarten vor allem wegen ihrer bürstenartigen Blütenstände gezogen, die im Sommer und Herbst erscheinen. Sie finden Verwertung vor allem im Blumenfachhandel, die sie sowohl in frischen Blumensträußen als auch Trockengestecken verarbeiten. Von den frostharten haben einige auch in Mitteleuropa als Gartenpflanze Verbreitung gefunden. Zu ihnen gehört das Lampenputzergras, das auch als „Federborstengras“ oder „Australisches Lampenputzergras“ im Gartenfachhandel angeboten wird. Als Getreide wird die Perlhirse (Pennisetum glaucum) verwendet.
Im August 2017 hat die Europäische Union das Afrikanische Lampenputzergras (Pennisetum setaceum) in ihre Liste der invasiven gebietsfremden Arten aufgenommen. Das hat auch in Privatgärten ein Verbot von Verkauf, Freisetzen und Halten der Pflanze zur Folge.

## Systematik
Die Aufstellung der Gattung durch den französischen Botaniker Louis Claude Marie Richard wurde 1805 veröffentlicht. Von manchen Autoren werden die Arten zur Gattung Cenchrus gerechnet.
Innerhalb der Familie der Süßgräser (Poaceae) wird die Gattung in die Unterfamilie Panicoideae und darin wiederum in die Tribus Paniceae gestellt. Hier eine Artenauswahl gemäß GRIN:
- Australisches Lampenputzergras (Pennisetum alopecuroides (L.) Spreng., Syn.: Cenchrus alopecuroides (L.) Thunb.): Sie kommt von China bis ins gemäßigte Ostasien, in Indien, Indonesien, Malaysia, Myanmar, auf den Philippinen und in Australien vor.[4][3]
- Pennisetum bambusiforme (E.Fourn.) Hemsl. ex B.D.Jacks. (Syn.: Cenchrus preslii (Kunth) ined.): Sie kommt von Mexiko bis Venezuela und dem westlichen Südamerika vor.[3]
- Pennisetum basedowii Summerh. & C.E.Hubb. (Syn.: Cenchrus basedowii (Summerh. & C.E.Hubb.) Morrone): Sie kommt im nördlichen und im nördlich-zentralen Australien vor.[3]
- Pennisetum chilense (E.Desv.) B.D.Jacks. ex R. E. Fr. (Syn.: Cenchrus chilensis (É.Desv.) Morrone): Sie kommt von Peru bis Chile vor.[3]
- Pennisetum clandestinum Hochst. ex Chiov. (Syn.: Cenchrus clandestinus (Hochst. ex Chiov.) Morrone): Sie kommt von Eritrea bis ins südliche tropische Afrika vor.[3]
- Pennisetum complanatum (Nees) Hemsl. (Syn.: Cenchrus complanatus (Nees) Morrone): Sie kommt von Mexiko bis Panama vor.[3]
- Pennisetum distachyum (E.Fourn.) Rupr. ex Chase(Syn.: Cenchrus distachyus (E.Fourn.) Morrone): Sie kommt in Mexiko, Guatemala und Costa Rica vor.[3]
- Pennisetum divisum (Forssk. ex J.F.Gmel.) Henrard (Syn.: Cenchrus divisus (J.F.Gmel.) Verloove, Govaerts & Buttler): Sie kommt von der Sahara bis ins nordwestliche Indien vor.[3]
- Pennisetum durum Beal (Syn.: Cenchrus durus (Beal) Morrone): Sie kommt in Mexiko vor.[3]
- Pennisetum flaccidum Griseb. (Syn.: Cenchrus flaccidus (Griseb.) Morrone): Sie kommt vom Iran bis Zentralasien und China vor.[3]
- Pennisetum frutescens Leeke (Syn.: Cenchrus pilcomayensis (Mez) Morrone): Sie kommt von Paraguay bis ins nördliche Argentinien vor.[3]
- Pennisetum glaucum (L.) R.Br. (Syn.: Cenchrus americanus (L.) Morrone): Sie kommt von Benin bis ins südliche tropische Afrika vor.[3]
- Pennisetum hohenackeri Hochst. ex Steud. (Syn.: Cenchrus hohenackeri (Hochst. ex Steud.) Morrone): Sie kommt in Kenia, Tansania, Uganda, Madagaskar, Nepal, Indien und Pakistan vor.[3]
- Pennisetum hordeoides (Lam.) Steud. (Syn.: Cenchrus hordeoides (Lam.) Morrone): Sie kommt vom westlichen tropischen Afrika bis Tschad und von Nepal bis Myanmar vor.[3]
- Pennisetum lanatum Klotzsch (Syn.: Cenchrus lanatus (Klotzsch) Morrone): Sie kommt von Afghanistan bis Nepal und Tibet vor.[3]
- Pennisetum latifolium Spreng. (Syn.: Cenchrus latifolius (Spreng.) Morrone): Sie kommt vom südlichen und südöstlichen Brasilien bis ins nördliche Argentinien und im westlichen Südamerika vor.[3]
- Pennisetum × longistylum Hochst. ex A.Rich. (Syn.: Cenchrus × longistylus (Hochst. ex A.Rich.) Thulin & S.M.Phillips = Cenchrus clandestinus × Cenchrus longisetus): Sie kommt in Eritrea und Äthiopien vor.[3]
- Pennisetum macrostachyum (Brongn.) Trin. (Syn.: Cenchrus elegans (Hassk.) Veldkamp): Sie kommt von Malesien bis Papuasien vor.[3]
- Pennisetum macrourum Trin. (Syn.: Cenchrus caudatus (Schrad.) Kuntze): Sie kommt vom tropischen und südlichen Afrika bis zur Arabischen Halbinsel vor.[3]
- Pennisetum massaicum Stapf (Syn: Cenchrus massaicus (Stapf) Morrone): Sie kommt von Somalia bis Simbabwe vor.[3]
- Pennisetum mezianum Leeke (Syn.: Cenchrus mezianus (Leeke) Morrone): Sie kommt von Äthiopien bis ins südliche Afrika vor.[3]
- Pennisetum natalense Stapf (Syn.: Cenchrus caudatus (Schrad.) Kuntze): Sie kommt vom tropischen und südlichen Afrika bis zur Arabischen Halbinsel vor.[3]
- Pennisetum nervosum (Nees) Trin. (Syn.: Cenchrus nervosus (Nees) Kuntze): Sie kommt im tropischen Südamerika vor.[3]
- Pennisetum nodiflorum Franch. (Syn.: Cenchrus nodiflorus (Franch.) Zon.): Sie kommt im westlich-zentralen tropischen Afrika vor.[3]
- Pennisetum occidentale Chase (Syn.: Cenchrus occidentalis (Chase) Morrone): Sie kommt von Venezuela bis Peru vor.[3]
- Pennisetum orientale Rich. (Syn.: Cenchrus orientalis (Rich.) Morrone): Sie kommt von Nordafrika bis zum Kaukasus und dem indischen Subkontinent vor.[3]
- Pennisetum pedicellatum Trin. (Cenchrus pedicellatus (Trin.) Morrone): Sie kommt auf den Kapverden, in Madagaskar, im tropischen Afrika und vom indischen Subkontinent bis Indochina vor.[3]
- Pennisetum petiolare (Hochst.) Chiov. (Syn.: Cenchrus petiolaris (Hochst.) Morrone): Sie kommt im nordöstlichen tropischen Afrika vor.[3]
- Pennisetum polystachion (L.) Schult. (Syn.: Setaria parviflora (Poir.) Kerguélen). Mit zwei Unterarten: 
  - Pennisetum polystachion subsp. atrichum (Stapf & C.E.Hubb.) Brunken (Syn.: Cenchrus polystachios subsp. atrichus (Stapf & C.E.Hubb.) Morrone): Sie kommt von Afrika bis zur Arabischen Halbinsel vor.[3]
  - Pennisetum polystachion subsp. polystachion (Syn.: Cenchrus polystachios subsp. polystachios): Sie kommt auf den Kapverden und in Afrika vor.[4]
- Napiergras (Pennisetum purpureum Schumach., Syn.: Cenchrus purpureus (Schumach.) Morrone): Es kommt von der Sahara bis zum tropischen Afrika, auf Aldabra und auf der Arabischen Halbinsel vor.[3]
- Pennisetum ramosum (Hochst.) Schweinf. & Asch. (Syn.: Cenchrus ramosus (Hochst.) Morrone): Sie kommt von Nigeria bis Eritrea und Tansania vor.[3]
- Pennisetum schweinfurthii Pilg. (Syn.: Cenchrus schweinfurthii (Pilg.) ined.): Sie kommt in Äthiopien und im Sudan vor.[3]
- Pennisetum setaceum (Forssk.) Chiov. (Syn.: Cenchrus setaceus (Forssk.) Morrone): Sie kommt vom nördlichen Afrika bis Tansania und Afghanistan vor.[3]
- Pennisetum setosum (Sw.) Rich. (Syn.: Cenchrus setosus subsp. setosus): Sie kommt in Afrika, auf der Arabischen Halbinsel und von Indien bis Indochina vor.[3]
- Pennisetum sieberianum (Nees) T.Durand & Schinz, (Syn.: Cenchrus sieberianus (Schltdl.) Verloove): Sie kommt vom westlichen tropischen Afrika bis zur Sahara und Angola vor.[3]
- Pennisetum squamulatum Fresen. (Syn.: Cenchrus squamulatus (Fresen.) Morrone) von Äthiopien bis Tansania und auf der Arabischen Halbinsel vor.[3]
- Pennisetum stramineum Peter (Syn.: Cenchrus stramineus (Peter) Morrone): Sie kommt von Eritrea bis Tansania vor.[3]
- Pennisetum subangustum (Schumach.) Stapf & C. E. Hubb. (Syn.: Cenchrus setosus subsp. setosus): Sie kommt in Afrika, auf der Arabischen Halbinsel und von Indien bis Indochina vor.[3]
- Pennisetum thunbergii Kunth (Syn.: Cenchrus geniculatus Thunb.): Sie kommt von Nigeria bis Eritrea und dem südlichen Afrika und auf der südwestlichen Arabischen Halbinsel vor.[3]
- Pennisetum trachyphyllum Pilg. (Syn.: Cenchrus trachyphyllus (Pilg.) Morrone): Sie kommt von Kamerun bis Äthiopien und Tansania vor.[3]
- Pennisetum unisetum (Nees) Benth. (Syn.: Cenchrus unisetus (Nees) Morrone): Sie kommt im tropischen und im südlichen Afrika und auf der Arabischen Halbinsel vor.[3]
- Pennisetum villosum R.Br. ex Fresen. (Syn.: Cenchrus longisetus M.C.Johnst.): Sie kommt von nordöstlichen tropischen Afrika bis zur Arabischen Halbinsel vor.[3]
- Pennisetum violaceum (Lam.) Rich. (Syn.: Cenchrus violaceus (Lam.) Morrone): Sie kommt von der Sahara bis zur Sahelzone vor.[3]